# Mactra quirosana
Mactra quirosana is een tweekleppigensoort uit de familie van de Mactridae. De wetenschappelijke naam van de soort is voor het eerst geldig gepubliceerd in 1931 door Hodson.